# Napoleonsbrücke (Gifhorn)
Die Napoleonsbrücke ist eine in der Mitte des 18. Jahrhunderts erbaute Bogenbrücke über einen Nebenarm der Alten Hehlenriede auf dem Gebiet der Stadt Gifhorn in Niedersachsen. Das denkmalgeschützte Brückenbauwerk gehörte zur Handels- und Heerstraße von Braunschweig nach Lüneburg. Die Benennung beruht auf der Überlieferung, dass Napoleon die Brücke im Jahr 1803 bei der Besetzung des Kurfürstentums Braunschweig-Lüneburg, und nochmals – 1806 mit seinen Truppen passiert habe.

## Lage
Die Brücke liegt knapp vier Kilometer südwestlich des Stadtzentrums von Gifhorn in einem Waldgebiet. Durch die in Ost-West-Richtung verlaufende Bahnstrecke Berlin–Lehrte und die in Nord-Süd-Richtung verlaufende Bundesstraße 4 befindet sich die Brücke in abgelegener Lage. Zu ihr führen nur Wirtschaftswege. Sie quert den Entwässerungszug Bohlenriede, einen kleinen Nebenarm der Hehlenriede, der auch als Alte Hehlenriede bezeichnet wird. Früher führten diese Gewässer weit mehr Wasser als heute, vor allem bei Hochwasser der Aller. Im 18. Jahrhundert und möglicherweise schon früher gehörte die Brücke zu einer überregionalen Straßenverbindung. Die Straße führte aus Süden von Ribbesbüttel an die Brücke heran und verlief in Richtung Norden nach Gifhorn. Die Kurhannoversche Landesaufnahme von 1781 zeigt diesen Straßenverlauf. Ab 1798 verlor die Brücke an Bedeutung, da die Trasse des Verkehrsweges rund einen Kilometer nach Osten verlegt wurde, wo sie dem Verlauf der Bundesstraße 4 vor ihrem modernen Ausbau zur Umgehungsstraße folgte.

## Beschreibung

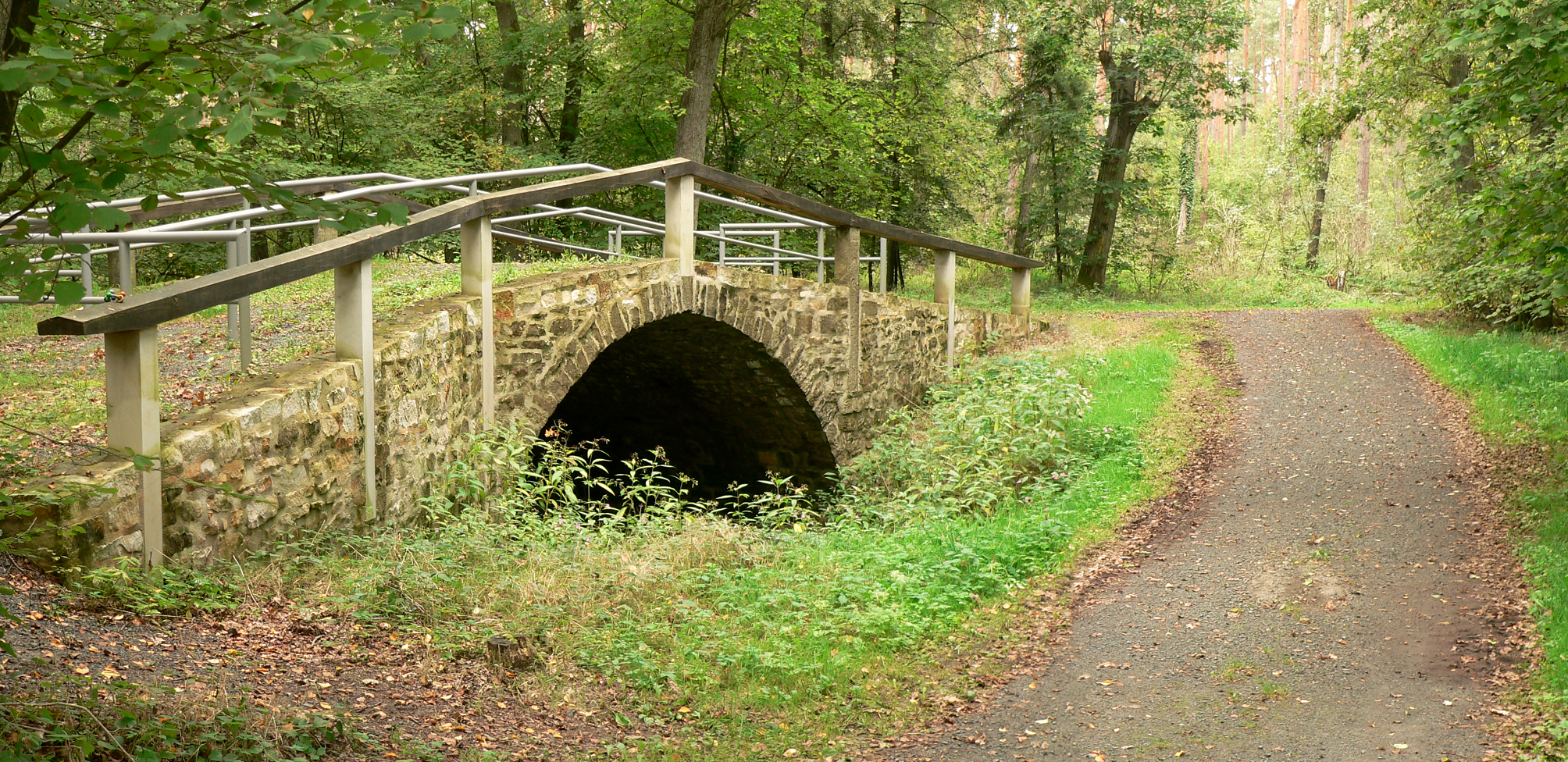
Napoleonsbrücke mit dem parallel verlaufenden Weg, 2023

Die drei Meter hohe Brücke hat eine Spannweite von fast sechs Metern bei einer Gesamtlänge von 19 Metern. Die Seitenteile bestehen aus Bruchsteinmauerwerk, der Brückenbogen ist mit Keilsteinen ausgeführt. Die Halterungen für das Brückengeländer sind in das Mauerwerk eingelassene scharrierte Werksteine. Als Baumaterial wurde Velpker Sandstein verwendet. Ursprünglich war die rund fünf Meter breite Fahrbahn mit einem Kopfsteinpflaster aus runden Lesesteinen gedeckt. Das Bauwerk ruht auf einem Pfahlrost aus Eichenstämmen im Untergrund. Wann die Brücke errichtet wurde, ist nicht bekannt. Bauliche Merkmale lassen ihre Entstehung um 1750 vermuten. Neben der Brücke steht eine Informationstafel. 
Verkehrstechnisch ist die Brücke heute funktionslos, da der Gewässerlauf der Bohlenriede auf einem ausgebauten Weg seitlich der Brücke überquert werden kann. Diese parallele Überquerung legte die Stadt Gifhorn 1989 nach der Sperrung der Brücke für den motorisierten Verkehr an. Bereits damals war die Tragfähigkeit der Brücke nicht mehr gegeben.

## Denkmalbewertung
Laut der Denkmalbehörde beruht die Denkmaleigenschaft der Brücke auf ihrer Bedeutung für die Gifhorner Ortsgeschichte. Die Handels- und Heerstraße zwischen Braunschweig und Lüneburg führte durch Gifhorn und setzte sich in Lüneburg mit der Alten Salzstraße bis nach Lübeck fort. Damit war das Bauwerk Teil der wichtigsten historischen Nord-Süd-Straßenverbindung im norddeutschen Raum. Darüber hinaus kommt der Brücke aus denkmalpflegerischer Sicht wirtschafts- und technikgeschichtlicher Zeugniswert für die vorindustrielle Infrastruktur des nördlichen Braunschweiger Landes zu. Zudem stelle die Brücke als historische Landmarke eine Sehenswürdigkeit dar.

## Sanierung und anschließende Kritik

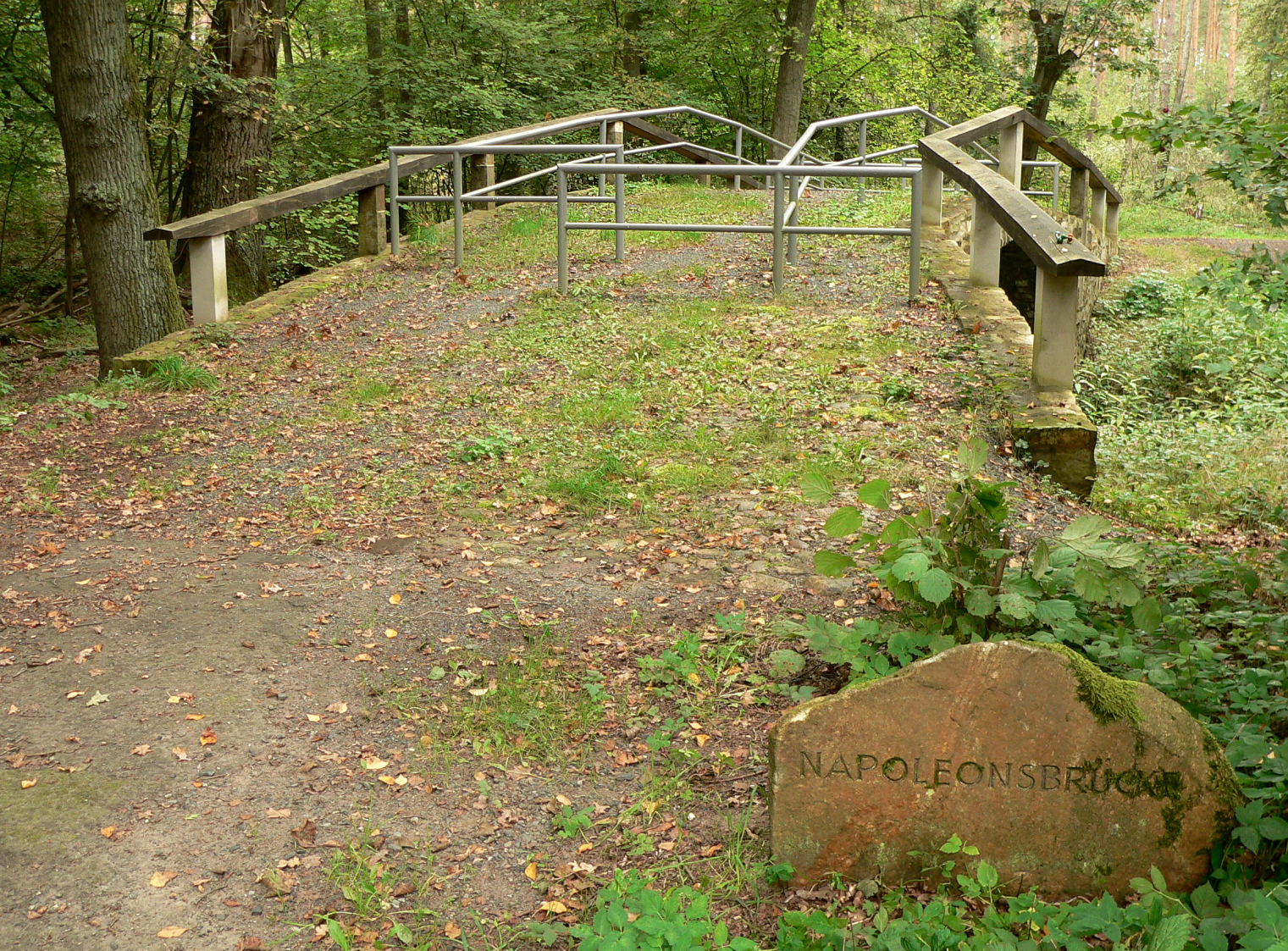
Zusatzgeländer auf der Brücke

Im Jahr 2019 sanierte die Stadt Gifhorn die baulich heruntergekommene und einsturzgefährdete Brücke. Dabei erweiterte die Stadt wegen ihrer Verkehrssicherungspflicht das historische Geländer um ein modernes Zusatzgeländer aus Metall. Es dient als Umlaufsperre für Fußgänger und verhindert eine Befahrung des Bauwerks mit Kraftfahrzeugen. Die Sanierungskosten beliefen sich auf rund 200.000 Euro. Den größten Anteil daran hatte die denkmalgerechte Sanierung mit historischen Baumaterialien in Höhe von 155.000 Euro.
2020 kamen Medienberichte auf, in denen die Sanierung als „Steuergeldverschwendung“ und das Zusatzgeländer als unästhetisch sowie unhistorisch bezeichnet wurden. Der Bund der Steuerzahler Deutschland hielt die Art der Sanierung für überzogen und rügte das Vorgehen als „200.000 Euro für eine Brücke, die keiner kennt und niemand braucht“. Statt eines denkmalschutzgerechten Erhalts werde die Brücke, die „von so gut wie niemandem genutzt wird“, erlebbar und begehbar gemacht. 2020 führte der Verein in seinem jährlich erscheinenden „Schwarzbuch“ die Brückensanierung unter den zwölf prägnantesten Beispielen von Steuerverschwendung in Niedersachsen auf.